# Vicente Fernández Godoy
Vicente Felipe Fernández Godoy (Santiago, Chile, 17 de febrero de 1999) es un futbolista profesional chileno que se desempeña como lateral izquierdo y actualmente milita en Cobresal de la Primera División de Chile.

## Trayectoria
Pasó por las inferiores de Universidad Católica, donde logró ser campeón del torneo sub-17, siendo capitán del equipo. El 2018 es ascendido al primer equipo.

#### Unión La Calera
En busca de minutos, fue cedido a Unión La Calera. Debutó profesionalmente el 26 de agosto de 2018 cuando su equipo enfrentó a Deportes Iquique, partido que terminaría a favor del equipo local por 1 a 0.

#### Universidad Católica
El 2019 volvió del préstamo y se prepara para jugar por el elenco cruzado.

#### Palestino
En enero de 2020 es presentado en Palestino a préstamo por 1 año desde la Universidad Católica. En febrero de 2021, el club árabe anuncia la adquisición del pase del futbolista. 

#### Club Atlético Talleres
En febrero de 2023, el jugador es oficializado en el Club Atlético Talleres de Argentina con un contrato hasta diciembre del año 2026.  El 17 de febrero de 2023, el futbolista debuta en su nuevo club en un partido del torneo local.  En abril del mismo año 2023 el jugador sufre una lesión de menisco. 

##### Universidad de Chile
En julio de 2023, el Club Universidad de Chile anuncia un acuerdo con el conjunto argentino para recibir al jugador en calidad de cedido por el segundo semestre. 

##### Melbourne City
Tras su paso por el equipo universitario el futbolista es enviado cedido por el Talleres a Melbourne City Football Club de la A-League de Australia.

##### O'Higgins
Tras su paso por la liga australiana, Talleres lo decide enviar a préstamo nuevamente. El 19 de julio de 2024 es oficializado en O'Higgins de la Primera División de Chile. 

## Selección nacional

#### Sudamericano Sub-20
Fue citado por el DT Héctor Robles  a participar en el Sudamericano Sub-20 de 2019. Jugaría todos los partidos de la fase de grupos del torneo, donde Chile mostró una pésima forma perdiendo contra Venezuela 2 - 1, Colombia 1 - 0, empatando con Bolivia 1 - 1 y Sólo ganando a Brasil 1 - 0 lo que no le permitió pasar al hexagonal final.
| Competencia                 | Sede  | Resultado    | PJ | Goles |
| --------------------------- | ----- | ------------ | -- | ----- |
| Sudamericano Sub-20 de 2019 | Chile | Primera fase | 3  | 0     |

## Estadísticas
| Club                                   | Div.          | Temporada     | Liga  | Liga  | Copas nacionales | Copas nacionales | Torneos internacionales | Torneos internacionales | Total | Total |
| Club                                   | Div.          | Temporada     | Part. | Goles | Part.            | Goles            | Part.                   | Goles                   | Part. | Goles |
| -------------------------------------- | ------------- | ------------- | ----- | ----- | ---------------- | ---------------- | ----------------------- | ----------------------- | ----- | ----- |
| Unión La Calera · Chile                | 1.ª           | 2018          | 8     | 0     | —                | —                | —                       | —                       | 8     | 0     |
| Unión La Calera · Chile                | Total club    | Total club    | 8     | 0     | 0                | 0                | 0                       | 0                       | 8     | 0     |
| Universidad Católica · Chile           | 1.ª           | 2019          | —     | —     | 1                | 0                | —                       | —                       | 1     | 0     |
| Universidad Católica · Chile           | Total club    | Total club    | 0     | 0     | 1                | 0                | 0                       | 0                       | 1     | 0     |
| Santiago Morning · Chile               | 2.ª           | 2019          | 6     | 0     | —                | —                | —                       | —                       | 6     | 0     |
| Santiago Morning · Chile               | Total club    | Total club    | 6     | 0     | 0                | 0                | 0                       | 0                       | 6     | 0     |
| Palestino · Chile                      | 1.ª           |               |       |       |                  |                  |                         |                         |       |       |
| Palestino · Chile                      | 1.ª           | 2020          | 29    | 0     | —                | —                | 3                       | 0                       | 32    | 0     |
| Palestino · Chile                      | 1.ª           | 2021          | 24    | 0     | 1                | 0                | 6                       | 0                       | 31    | 0     |
| Palestino · Chile                      | 1.ª           | 2022          | 20    | 0     | 2                | 0                | —                       | —                       | 22    | 0     |
| Palestino · Chile                      | 1.ª           | 2023          | 2     | 0     | 0                | 0                | 0                       | 0                       | 2     | 0     |
| Palestino · Chile                      | Total club    | Total club    | 75    | 0     | 3                | 0                | 9                       | 0                       | 87    | 0     |
| Talleres (C) Argentina                 | 1.ª           | 2023          | 2     | 0     | 0                | 0                | —                       | —                       | 2     | 0     |
| Talleres (C) Argentina                 | Total club    | Total club    | 2     | 0     | 0                | 0                | 0                       | 0                       | 2     | 0     |
| Universidad de Chile · Chile           | 1.ª           | 2023          | 6     | 0     | 0                | 0                | —                       | —                       | 6     | 0     |
| Universidad de Chile · Chile           | Total club    | Total club    | 6     | 0     | 0                | 0                | 0                       | 0                       | 6     | 0     |
| Melbourne City Football Club Australia | 1.ª           | 2023-24       | 11    | 0     | 1                | 0                | —                       | —                       | 12    | 0     |
| Melbourne City Football Club Australia | Total club    | Total club    | 11    | 0     | 1                | 0                | 0                       | 0                       | 12    | 0     |
| O'Higgins · Chile                      | 1.ª           | 2023          | 8     | 0     | 0                | 0                | —                       | —                       | 8     | 0     |
| O'Higgins · Chile                      | Total club    | Total club    | 8     | 0     | 0                | 0                | 0                       | 0                       | 8     | 0     |
| Total carrera                          | Total carrera | Total carrera | 116   | 0     | 5                | 0                | 9                       | 0                       | 130   | 0     |
| 1. 2. 3.                               |               |               |       |       |                  |                  |                         |                         |       |       |

## Palmarés

### Campeonatos nacionales
| Título             | Equipo                   | País  | Año  |
| ------------------ | ------------------------ | ----- | ---- |
| Supercopa de Chile | C.D Universidad Católica | Chile | 2019 |
| Primera División   | C.D Universidad Católica | Chile | 2019 |